# Jakub Goldberg (historyk)
Jakub Goldberg (hebr. יעקב גולדברג; ur. 2 lutego 1924 w Łodzi, zm. 15 listopada 2011 w Jerozolimie) – polsko-izraelski historyk, specjalizujący się w historii Żydów w Polsce, badacz stosunków polsko-żydowskich w czasach nowożytnych, wydawca przywilejów dla Żydów polskich od XIII do XVIII wieku.

## Życie i praca naukowa
Podczas II wojny światowej więzień łódzkiego getta, Buchenwaldu i Meuselwitz Thuringen. Po wojnie związany z Uniwersytetem Łódzkim. W wyniku nagonki antysemickiej w 1967 wyjechał do Izraela, gdzie wykładał na Uniwersytecie Hebrajskim w Jerozolimie. Wykładał także w Oksfordzie, Kolonii, Monachium, Kassel i Hajfie. Od 1993 doctor honoris causa Uniwersytetu Warszawskiego. Był członkiem Polskiej Akademii Umiejętności oraz Polskiej Akademii Nauk. 
Zawodową dewizą profesora Goldberga było ukute przez niego powiedzenie:

Nie ma historii Polski bez historii Żydów 
i nie ma historii Żydów bez historii Polski.

Jego żoną była etnolog i etnograf Olga Goldberg-Mulkiewicz. 
Pochowany 17 listopada na cywilnym cmentarzu w kibucu Enat w Izraelu.

## Wybrane publikacje[8]
- August II wobec polskich Żydów [w:] Rzeczpospolita wielu narodów i jej tradycje, Kraków 1991.
- Jewish Privileges in the Polish Commonwealth: Charters of Rights Granted to Jewish Communities in Poland-Lithuania in the Sixteenth to Eighteenth Centuries, Jerusalem 1985.
- Stosunki agrarne w miastach ziemi wieluńskiej w drugiej połowie XVII i w XVIII wieku, Łódź 1960.
- Żydowscy konwertyci w społeczeństwie staropolskim [w:] Społeczeństwo staropolskie. Studia i szkice, t. 4, Warszawa 1986.
- Żydowski Sejm Czterech Ziem w społecznym i politycznym ustroju dawnej Rzeczypospolitej [w:] Żydzi w dawnej Rzeczypospolitej, Wrocław 1991.
- (wstęp) Mojżesz Schorr, Żydzi w Przemyślu do końca XVIII wieku, Jerozolim : Art-Plus 1991.